# Organizational Citizenship Behaviour
Organizational Citizenship Behaviour (OCB) ist ein freiwilliges Verhalten am Arbeitsplatz, das sich positiv auf die Funktionsfähigkeit der Organisation auswirkt und im Rahmen des formalen Anreizsystems nicht explizit berücksichtigt wird. Der Begriff wird in der Arbeits- und Organisationspsychologie verwendet. Er wurde 1988 von Dennis W. Organ in den Fachdiskurs eingebracht.
Die Beurteilung erfolgt über die Faktoren:
- Altruismus – Hilfeleistungen für andere Organisationsmitglieder
- Gewissenhaftigkeit bei der Erfüllung der eigenen Aufgaben.
- „arbeitsrelevante“ Höflichkeit – Abstimmung mit Kollegen, bevor Maßnahmen ergriffen werden.
- „Sportsmanship“ – der gelassene Umgang mit dem „üblichen Ärger“
- Bürgertugenden – Teilnahme am öffentlichen Leben